# Бофор
Бофор (на люксембургски: Beefort) е община в Люксембург, окръг Гревенмахер, кантон Ехтернах.
Има обща площ от 13,74 km². Населението ѝ е 2035 души през 2009 г.

## Състав
Общината се състои от 3 села:
- Бофор (Beefort)
- (Déiljen)
- (Grondhaff)